# Panoquina sylvicola
Panoquina sylvicola is een vlinder uit de familie van de dikkopjes (Hesperiidae). De wetenschappelijke naam van de soort is voor het eerst geldig gepubliceerd in 1865 door Gottlieb August Wilhelm Herrich-Schäffer. Deze naam wordt wel beschouwd als een synoniem van Panoquina lucas subsp. lucas.